# California State Route 118

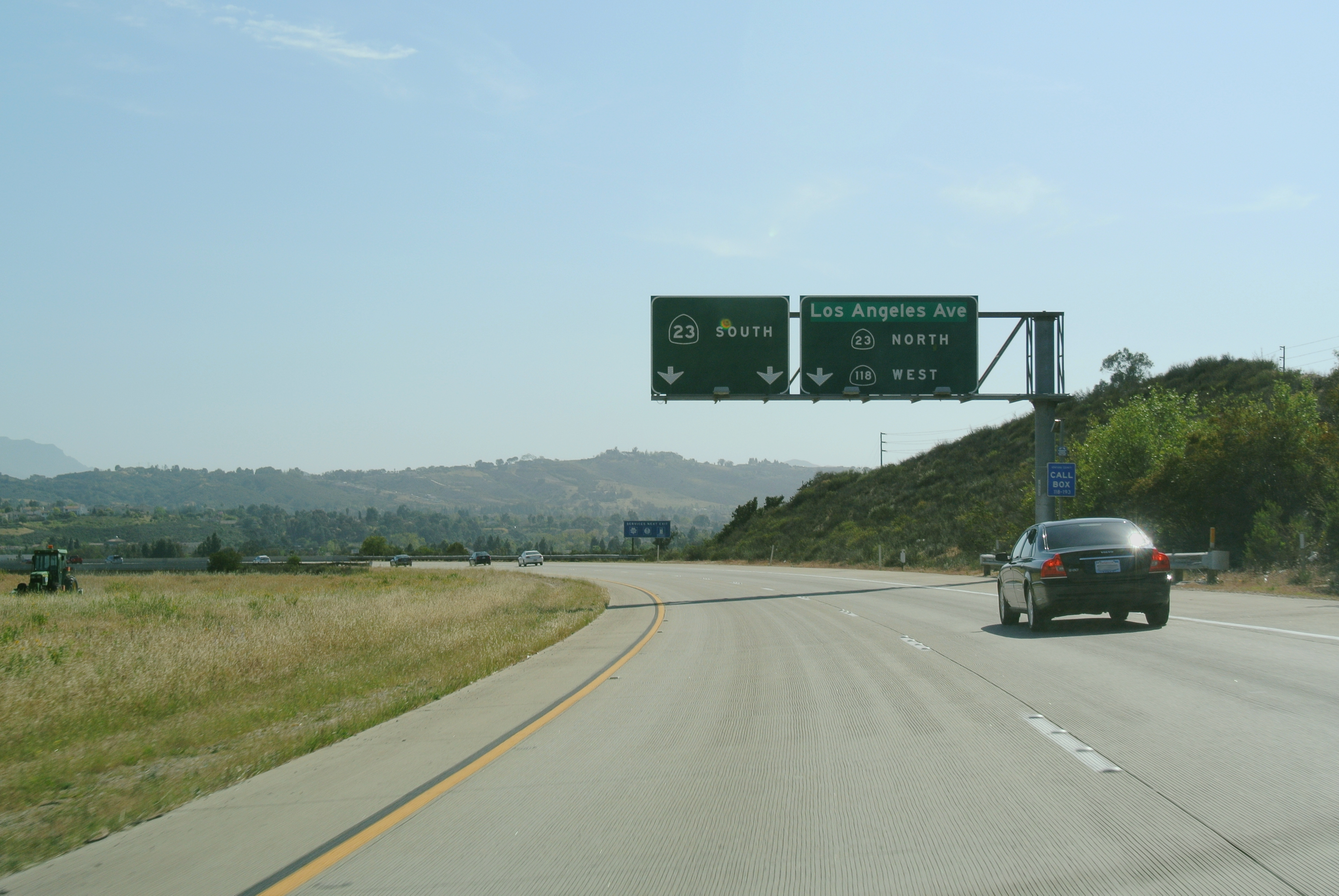
CA 118 in Moorpark

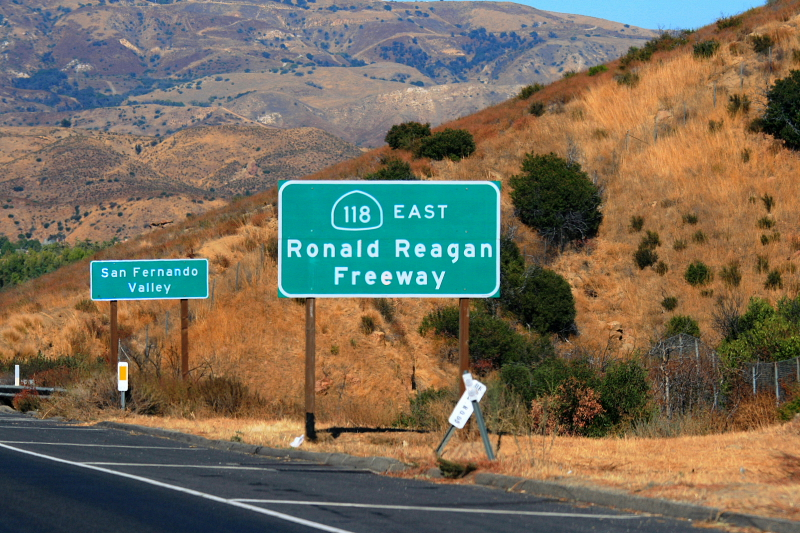
Östlich von Simi Valley erreicht die CA 118 das San Fernando Valley.

Die California State Route 118 (kurz CA 118) ist eine State Route im US-Bundesstaat Kalifornien, die in West-Ost-Richtung durch das Ventura County und das Los Angeles County verläuft. Östlich von Simi Valley durchquert sie als Ronald Reagan Freeway den nördlichen Teil des San Fernando Valley.

## Verlauf

### Ventura County
Die State Route 118 hat ihren Ausgangspunkt in Saticoy in Ventura County. Über die gesamte Strecke verläuft sie parallel zum US Highway 101. Auf ihrem westlichen Abschnitt durchquert sie Moorpark und Simi Valley. Von hier verläuft sie weiter ostwärts, benannt seit 1994 als Ronald Reagan Freeway zu Ehren des 40. Präsidenten der Vereinigten Staaten Ronald Reagan, der in der Ronald Reagan Presidential Library in Simi Valley begraben liegt.

### Los Angeles County
Am Santa Susana Pass passiert die State Route die Grenze zum Los Angeles County und erreicht das San Fernando Valley. Bis zur Kreuzung mit der Interstate 5 besitzt sie Route auch Carpool-Spuren. Auf dem Stadtgebiet von Los Angeles kreuzt sich die CA 118 mit der Interstate 405, dem San Diego Freeway. Ihr Ende findet die State Route an der Kreuzung mit der Interstate 210 in Lake View Terrace, einem Stadtteil von Los Angeles.